# Sebastian Prokop
Sebastian Prokop (* 1974 in Innsbruck) ist ein österreichischer Hörfunk- und Fernsehjournalist. Mit 1. Dezember 2023 wurde er Chefredakteur im ORF-Newsroom.

## Leben
Sebastian Prokop begann seine Laufbahn beim Österreichischen Rundfunk 1993 als Praktikant beim Radiosender Ö3. An der Universität Innsbruck studierte er Geschichte und Medienkunde, das Studium schloss er 2000 mit einer Diplomarbeit über die Spendennetzwerke der Ungarnhilfe 1956 und der Kosovohilfsaktion von Nachbar in Not 1999 im Vergleich ab.
Bis 1997 war er als Redakteur, Reporter und Chef vom Dienst im ORF-Landesstudio Tirol. Im darauffolgenden Jahr wechselte er als Redakteur und Chef vom Dienst in die ORF-Radio-Nachrichtenredaktion.  1999 wurde er stellvertretender Infochef bei Ö3, wo er 2007 die Leitung der Ö3-Nachrichtenredaktion als Infochef übernahm. 2022 wurde er Newsdeskchef im neu geschaffenen multimedialen Newsroom im ORF-Zentrum Küniglberg.
Mit 1. Dezember 2023 wurde er neben Johannes Bruckenberger und Gabriele Waldner-Pammesberger zu einem der drei Chefredakteure im ORF-Newsroom bestellt. Prokop wurde Chefredakteur der Chefredaktion Newsteams, zuständig für Breaking News, die Onlineplattformen des ORF wie ORF.at, Kurzinfoformate, Datenjournalismus, Verifikation, User Generated Content und Social Media. Seine Stellvertreterin wurde Inka Pieh.